# Antonín Panenka

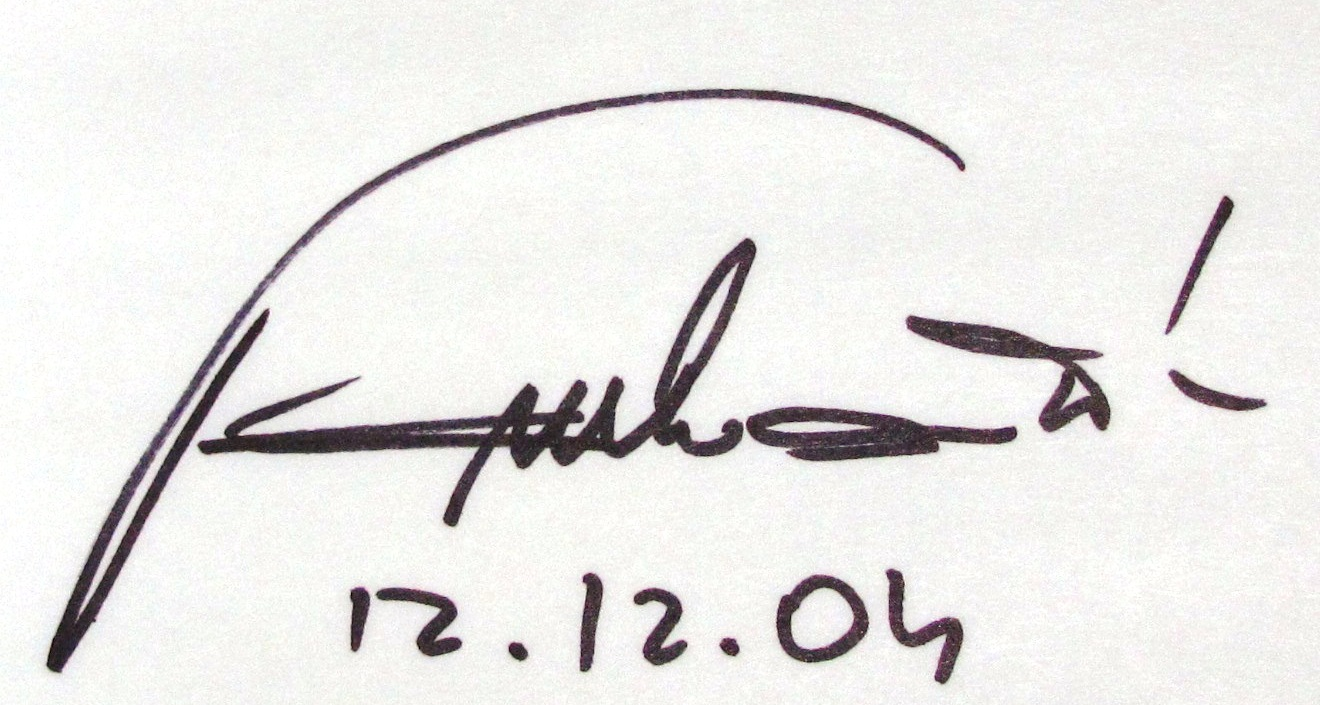
Chữ ký của Antonín Panenka (2004)

Antonín Panenka (sinh ngày 2 tháng 12 năm 1948) là 1 cựu cầu thủ bóng đá người Tiệp Khắc. Ông sinh ra ở Praha, Tiệp Khắc (nay là Praha, Cộng hòa Séc). Thời gian ông thi đấu hay nhất trong sự nghiệp là ở câu lạc bộ Bohemians Praha (nay là câu lạc bộ Bohemians 1905) và câu lạc bộ SK Rapid Wien.
Năm 1976, ông giành chức vô địch Euro 1976 với đội tuyển Tiệp Khắc. Trong loạt sút luân lưu ở trận chung kết với đội tuyển Tây Đức năm đó, ông đã sút thành công quả penalty cuối cùng với một cách rất nhẹ nhàng đưa bóng đi vào giữa khung thành trong khi thủ môn đã bị đánh lừa bay theo hướng khác. Kiểu đá phạt đền này từ đó được gọi là đá phạt đền kiểu Panenka. Tại Euro 1980, 4 năm sau đó, đội tuyển Tiệp Khắc của Panenka cũng giành chiến thắng trước đội chủ nhà Ý trong trận tranh hạng 3 bằng loạt sút luân lưu với tỉ số 9–8.

## Sự nghiệp
Ông là 1 tiền vệ tấn công được biết đến với những pha chuyền bóng tinh tế và khả năng đá phạt trực tiếp khá tốt. Năm 1967, ông gia nhập câu lạc bộ Bohemians Praha, đây cũng là câu lạc bộ ông gắn bó lâu nhất.
Năm 1981, Panenka rời Bohemians chuyển sang Áo thi đấu cho Rapid Wien, ở đây ông cùng Rapid Wien giành 2 chức vô địch quốc gia Áo (Tiếng Đức: Österreichische Fußball-Bundesliga) các năm 1982 và 1983 và 3 chức vô địch cúp quốc gia Áo (tiếng Đức: Cup des Österreichischen Fußball-Bundes) các năm 1983, 1984, 1985. Năm 1985, Rapid Wien lần đầu tiên tham dự trận chung kết cúp C2 châu Âu (tiếng Anh: UEFA Cup Winner's Cup), trong trận chung kết Panenka được vào sân từ băng ghế dự bị thay cho Rudi Weinhofer ở phút 67 khi Rapid Wien đang bị Everton F.C. dẫn trước 1 - 0, kết quả chung cuộc Rapid Wien để thua 3 - 1.
Năm 1985, kết thúc mùa giải 1984 - 1985, Panenka chuyển sang chơi cho VSE St. Pölten (một đội bóng Áo khác ở thành phố St. Pölten, bang Niederösterreich) và ông thi đấu ở đây hai mùa giải trước khi chuyển sang thi đấu cho câu lạc bộ SK Slovan Wien (nay tên là SK Slovan-Hütteldorfer AC từ 1987 - 1989; từ 1989 - 1991 ông thi đấu cho ASV Hohenau (1 đội bóng Áo khác ở thị trấn Hohenau an der March thuộc bang Niederösterreich) và từ 1991 - 1993 ông thi đấu cho Kleinwiesendorf (cũng là 1 đội bóng Áo khác ở bang Niederösterreich).

## Đá phạt đền Panenka
Ông bắt đầu trở nên nổi tiếng khi thi đấu cho tuyển Tiệp Khắc tại Euro 1976. Tiệp Khắc tiến tới trận chung kết sau khi đánh bại Liên Xô ở tứ kết và Hà Lan ở bán kết. Tại trận chung kết, Tiệp Khắc phải đối đầu với nhà đương kim vô địch châu Âu và thế giới lúc bấy giờ là đội tuyển Tây Đức hùng mạnh của những Franz Beckenbauer, Uli Hoeneß và Dieter Müller. Sau 120 phút thi đấu, hai đội tuyển hòa 2 - 2, buộc hai đội phải phân định thắng thua bằng loạt sút luân lưu 11m, đây là lần đầu tiên phải sử dụng loạt sút luân lưu 11m để tìm kiếm nhà vô địch Euro ngay trong giải vô địch bóng đá châu Âu đầu tiên bắt đầu áp dụng loạt sút luân lưu để phân định thắng bại.
Trong loạt sút luân lưu, đội tuyển Tiệp khắc là đội sút trước. Sau 3 lượt sút đầu tiên, 6 cầu thủ của 2 đội đều sút thành công. Đến lượt sút thứ tư, trong khi Ladislav Jurkemik của tuyển Tiệp Khắc sút thành công thì Uli Hoeneß của tuyển Tây Đức lại sút vọt xà ra ngoài. Panenka bước lên chấm phạt đền khi tỉ số đang là 4 - 3, với áp lực đè nặng lên vai nhưng ông vẫn đánh lừa được thủ thành Sepp Maier, trong khi thủ thành kì cựu của tuyển Tây Đức đổ người về bên tay trái theo hướng nhìn của thủ môn thì cú sút của ông lại nhẹ nhàng đi bổng lên và rơi xuống vào giữa khung thành đang bỏ trống. Trận chung kết Euro 1976 khép lại với phần thắng 5 - 3 trên loạt sút luân lưu dành cho đội bóng đến từ Đông Âu. Một chiến thắng rất vất vả của tuyển Tiệp Khắc trước nhà đương kim vô địch và giúp đội tuyển Tiệp Khắc lần đầu tiên vô địch châu Âu. Panenka sau đó bật mí rằng ý tưởng thực hiện cú đá đó xuất hiện khi ông thường xuyên ở lại cùng thủ môn Zdenek Hruska sau các buổi tập của câu lạc bộ Bohemians để tập những cú đá phạt. Phần thưởng cho người chiến thắng rất đơn giản, khi thì là vài thanh kẹo socola, lúc lại là một cốc bia.
Việc thực hiện một cú đá phạt đền Panenka không đòi hỏi kỹ thuật cao nhưng bù lại cầu thủ thực hiện phải chịu được áp lực tâm lý lớn. Những trường hợp nổi tiếng đã thực hiện thành công quả sút này tại các giải đấu lớn có thể kể đến Gonzalo Pineda tại Cúp Liên đoàn các châu lục, Sebastián Abreu tại World Cup 2010, Andrea Pirlo và Sergio Ramos tại Euro 2012, Hélder Postiga tại Euro 2004, Francesco Totti tại Euro 2000 và Zinedine Zidane tại Trận chung kết Giải vô địch bóng đá thế giới 2006. Những cầu thủ nổi tiếng đã đá hỏng Panenka có thể kể đến Neymar, Rogerio Ceni, Andrea Pirlo và Francesco Totti, Sergio Agüero.

## Sau giải nghệ
Năm 2014, ông là Chủ tịch của câu lạc bộ mà ông đã từng gắn bó rất lâu trước đây là Bohemians 1905. Bohemians hiện tại đang thi đấu tại giải hạng nhất của Cộng hòa Séc (tiếng Séc: 1. česká fotbalová liga)

## Thành tích

### Đội tuyển quốc gia
- Euro: 1976

### Câu lạc bộ

#### Rapid Wien
- Giải vô địch quốc gia Áo: 1982, 1983.
- Cúp quốc gia Áo: 1983, 1984, 1985.
- Cúp C2 châu Âu: 1985 - á quân.

### YouTube
- Finale ME 1976 - Západné Nemecko: Ceskoslovensko trên YouTube (tiếng Slovak)
- Panenka cho ra đời cú đá penalty ngẫu hứng năm 1976
- Goal.com Special: Top 10 Panenka Penalties